# Notophysis
Notophysis is een kevergeslacht uit de familie van de boktorren (Cerambycidae). De wetenschappelijke naam van het geslacht werd voor het eerst geldig gepubliceerd in 1832 door Audinet-Serville.

## Soorten
Notophysis omvat de volgende soorten:
- Notophysis caffra (Audinet-Serville, 1832)
- Notophysis cloetensi Lameere, 1903
- Notophysis folchinii Lameere, 1914
- Notophysis forcipata (Harold, 1878)
- Notophysis johnstoni Lameere, 1903
- Notophysis laevis (Jordan, 1894)
- Notophysis lucanoides Audinet-Serville, 1832
- Notophysis stuhlmanni (Kolbe, 1894)